# 綾織駅
綾織駅（あやおりえき）は、岩手県遠野市綾織町新里（にっさと）にある、東日本旅客鉄道（JR東日本）釜石線の駅である。

## 歴史
花巻と釜石を鉄道連絡することを目指して建設された岩手軽便鉄道により1914年（大正3年）12月15日に鱒沢 - 遠野間延伸と共に開業した。当初は762ミリメートル特殊狭軌の軽便鉄道であった。1936年（昭和11年）8月1日に国有化されて国鉄の駅となり、その後は国鉄標準の1,067ミリメートル軌間への改軌工事が進められた。しかし、第二次世界大戦の戦局悪化に伴い労働力や資材が不足して改軌工事は一旦中止となった。1948年（昭和23年）9月にアイオン台風によって山田線が大きな被害を受けると、三陸海岸方面への鉄道連絡を早期に回復させるために釜石線の工事が再開されることになり、12月に再着工して1949年（昭和24年）12月10日に遠野までの1,067ミリメートルへの改軌工事が完成した。

### 年表
- 1914年（大正3年）12月15日：岩手軽便鉄道により開業[2]。
- 1936年（昭和11年）8月1日：岩手軽便鉄道の国有化により国鉄釜石線の駅となる[2]。
- 1944年（昭和19年）10月11日：国鉄釜石東線の開業に伴い、所属の路線名が釜石西線に変更となる。
- 1949年（昭和24年）12月10日：1,067ミリメートル軌間への改軌工事が完成。
- 1950年（昭和25年）10月10日：国鉄釜石線の全通により、再び釜石線の駅となる。
- 1962年（昭和37年）11月1日：貨物の取り扱いを廃止[2]。
- 1970年代：業務委託化。
- 1983年（昭和58年）3月10日：荷物の扱いを廃止[3]。無人化[4]。
- 1987年（昭和62年）4月1日：国鉄分割民営化によりJR東日本の駅となる[2]。
- 2018年（平成30年）6月1日：遠野駅の業務委託化に伴い、北上駅長管理下となる。
- 2024年（令和6年）10月1日：えきねっとQチケのサービスを開始[1][5]。

## 駅構造
単式ホーム1面1線の地上駅で、北上駅管理の無人駅である。

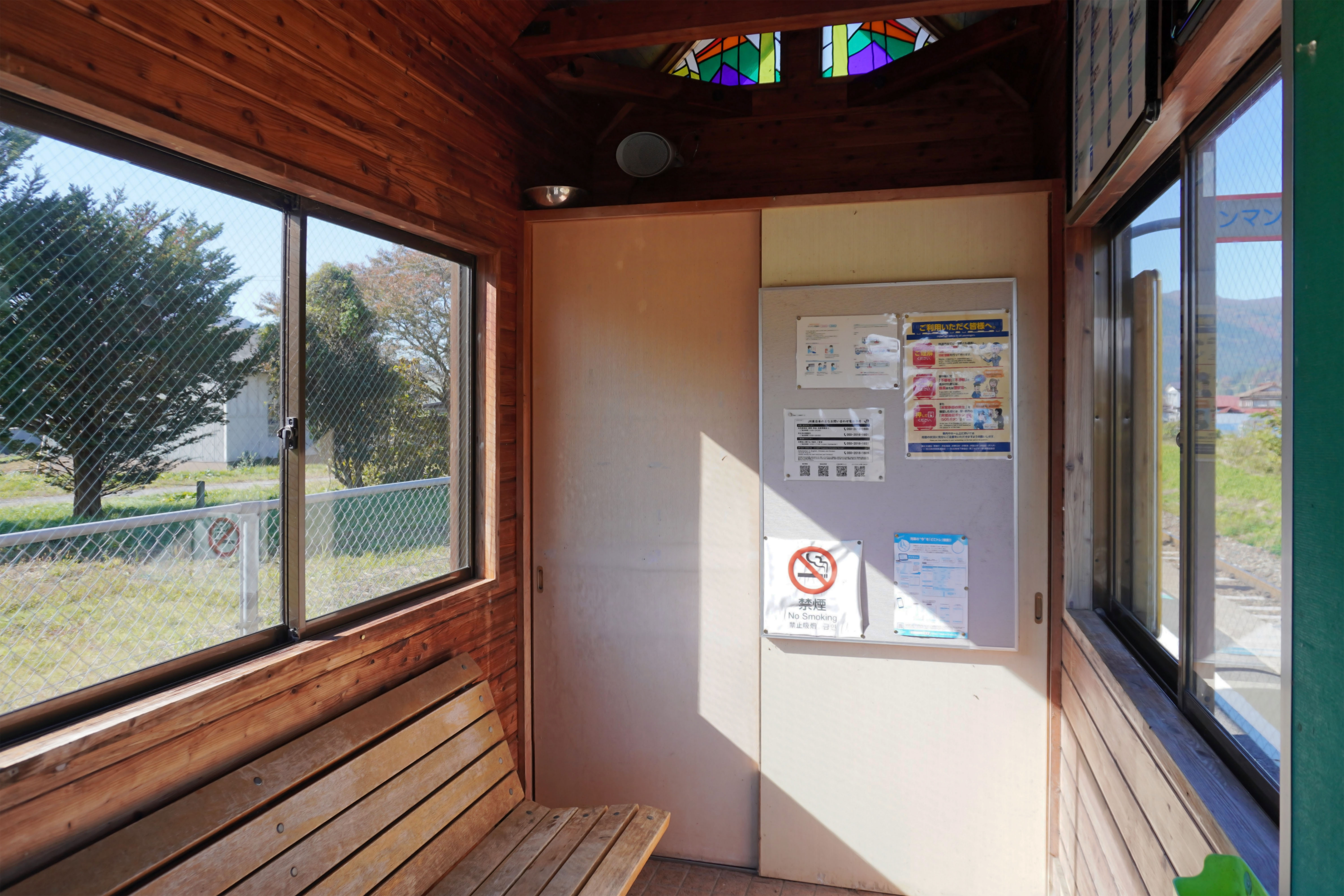
待合室（2023年10月）
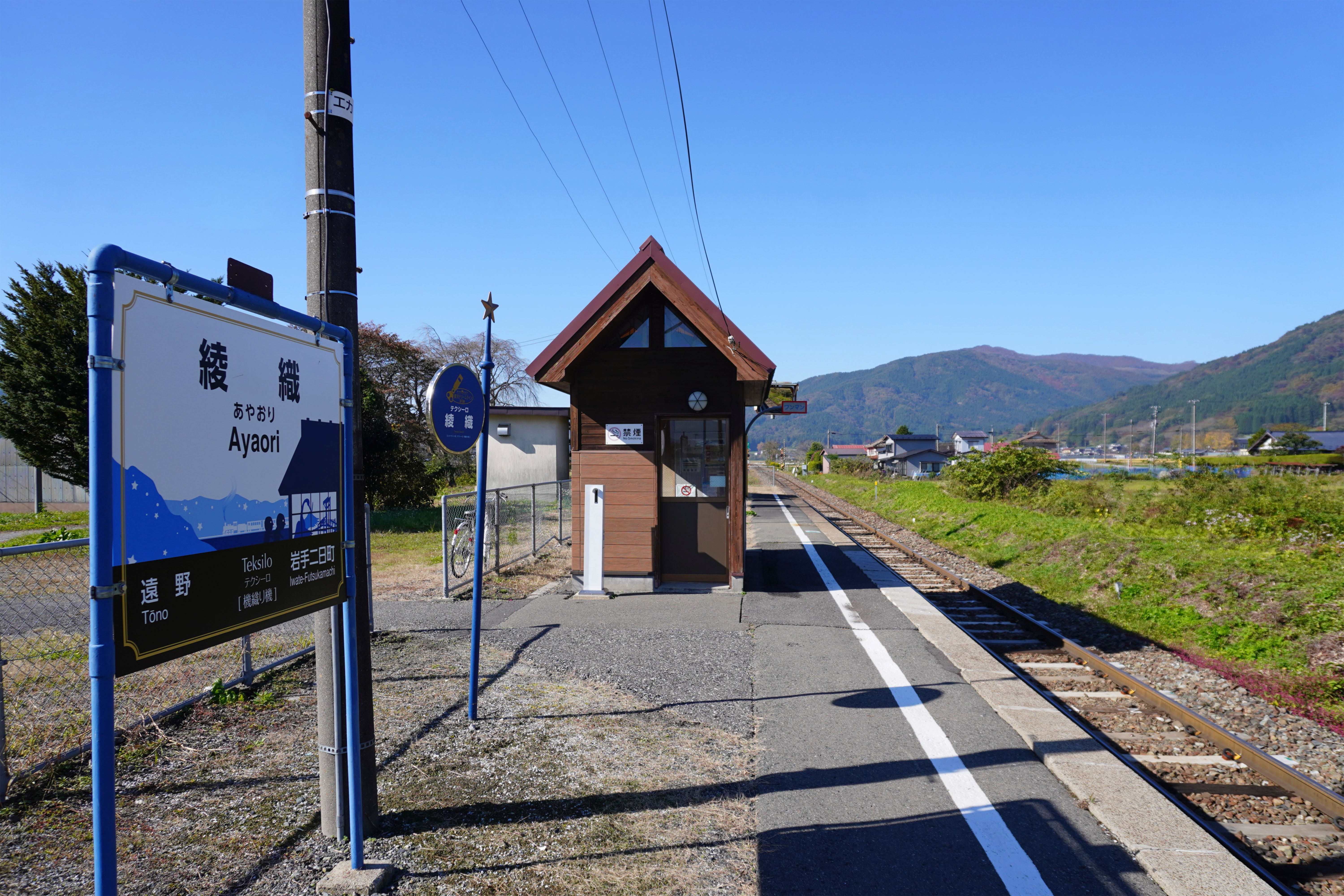
ホーム（2023年10月）

## 駅周辺
田んぼが広がっている。
- 綾織郵便局
- 国道283号
- 国道396号

## その他
- エスペラントによる、「Teksilo（テクシーロ：機織り機）」という愛称がついている。
- 「HOME 愛しの座敷わらし」では、水谷豊演じる主人公はこの駅から盛岡まで列車通勤している設定になっていた。

## 隣の駅
東日本旅客鉄道（JR東日本）
■釜石線
□快速「はまゆり」
通過
■普通
岩手二日町駅 - 綾織駅 - 遠野駅